# Chiesa di San Giovanni Decollato (Grosseto)
La chiesa di San Giovanni Decollato era un edificio religioso situato nel centro storico di Grosseto.
La sua ubicazione era sul lato settentrionale della piazza del Duomo, nell'area in cui è stato costruito il Palazzo Comunale a seguito della demolizione della chiesa avvenuta nel 1867.

## Storia
La presenza di un ospedale in città dedicato a San Giovanni Battista è documentato sin dall'inizio del XIV secolo. La chiesa di San Giovanni Decollato con annesso ospedale si trovava di fianco alla cattedrale di San Lorenzo ed è menzionata per la prima volta nel 1563 quando divenne sede della Confraternita della Misericordia. La compagnia laicale si riuniva fino ad allora nel duomo ed ottenne quindi la possibilità di disporre di una propria sede del tutto distinta dalla chiesa maggiore. Tuttavia, le condizioni economiche precarie in cui versava la confraternita condussero quest'ultima a vendere al vescovo Claudio Borghese nel 1587 una parte del fabbricato posto all'angolo del vicolo del Duomo, che venne collegato al palazzo dove aveva sede l'episcopio, dall'altro lato della piazza, da un passaggio noto come "arco dei preti"; il vescovo si impegnava da parte sua al rifacimento di alcune facciate e alla disposizione di un'area a uso della confraternita nel cimitero detto "tondo" di fianco alla cattedrale.
La chiesa fu chiusa al culto a seguito delle soppressioni leopoldine del 1785, e venduta insieme ai beni della Misericordia. La confraternita riuscì tuttavia a usufruire a partire dal 1793 della chiesa di San Leonardo, su concessione della commenda che era possesso dell'ordine di Malta. Nel 1827 fu acquistata la commenda e donata alla Misericordia, che dispose la demolizione della chiesa di San Leonardo e l'edificazione della nuova chiesa dedicata a San Giovanni Battista, la chiesa della Misericordia consacrata nel 1854.
Ciò che rimaneva della vecchia chiesa di San Giovanni Decollato, ormai ridotta a magazzino, fu completamente smantellato poco dopo l'unità d'Italia. Il consiglio comunale di Grosseto del 16 marzo 1867 deliberava la costruzione del nuovo Palazzo Comunale sul luogo di fianco alla cattedrale dove si trovavano alcuni bassi fabbricati, tra i quali l'ex chiesa; i lavori su progetto di Giovanni Clive iniziarono nel 1870 e si conclusero nel 1873.

## Descrizione
Secondo alcune raffigurazioni, la chiesa si presentava originariamente con facciata a capanna delimitata lateralmente da lesene su cui poggiava il timpano triangolare che caratterizzava la parte apicale della facciata, all'interno del quale era collocato uno stemma. Il portale d'ingresso si apriva al centro della facciata e risultava architravato e sormontato da un timpano triangolare. Una finestra rettangolare si apriva al centro della parte superiore della facciata, proprio sotto la cordonatura di base del timpano apicale.